# Aspergillus caesiellus
Aspergillus caesiellus är en svampart som beskrevs av Saito 1904. Aspergillus caesiellus ingår i släktet Aspergillus och familjen Trichocomaceae.   Inga underarter finns listade i Catalogue of Life.